# Pattern 1913 Enfield

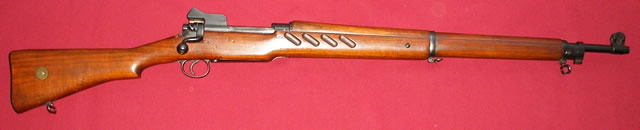
O fuzil Pattern 1913 Enfield.

O Pattern 1913 Enfield (ou simplesmente P13) é um fuzil experimental britanico desenvolvido pela Royal Small Arms Factory para o Exército Britânico como resultado de sua experiência de combate na Segunda Guerra Bôer de 1899 a 1902. A arma deveria servir como um substituto para o Small Magazine Lee–Enfield (SMLE). Uma câmara de projeto melhorado permitia o uso do cartucho .276 Enfield de alta velocidade, sem aro, que era mais poderoso do que o cartucho de serviço .303 British utilizado até então. No entanto, a implementação do P'13 tornou-se impraticável com a eclosão da Primeira Guerra Mundial.

## Histórico
Durante a Segunda Guerra dos Bôeres, o Exército Britânico enfrentou atiradores bôeres especialistas equipados com o Mauser, modelo 1895, no calibre 7x57mm. Essa experiência levou o War Office a desenvolver seu próprio cartucho magnum em 1910, usando um cartucho sem aro de calibre .276. Em agosto de 1910, o "Small Arms Committee", que fora responsável pela adoção da "Short Magazine Lee-Enfield", foi solicitado pelo Diretor de Artilharia a produzir uma nova especificação para um rifle de serviço. As principais mudanças exigiam uma ação no "estilo Mauser" e uma coronha com guarda-mão integrado em uma única peça (uma opção mais barata e mais útil).
Em resposta, a Birmingham Small Arms (BSA) apresentou um projeto com câmara para um cartucho de alta velocidade sem aro. Em 1911, a Royal Small Arms Factory (RSAF) em Enfield, a unidade de design e produção do Governo Britânico, produziu um rifle com padrão Mauser modificado para um cartucho semelhante, o .276. Este rifle foi apresentado ao Comitê de Armas Leves em 3 de abril de 1911 pelo Superintendente Assistente Carnegie e pelo Designer Chefe Reavill.
Inicialmente, a RSAF projetou o novo rifle, neste ponto o "Pattern 1911", em torno de dois calibres: o .276 e o .256. O .256 foi considerado impreciso e o .276 foi adotado em meados de 1911 para testes adicionais. Problemas com pressão e incrustação da camisa no cano devido ao cartucho de alta velocidade levaram ao redesenho do cartucho. Numerosas mudanças no rifle e no cartucho levaram à fabricação de onze rifles "Pattern 1911" e "Pattern 1912". No final de 1912, decidiu-se colocar a última encarnação do projeto em produção limitada para testes de tropas em 1913 e 1.000 foram encomendados da RSAF. No final de 1912, 508 rifles haviam sido concluídos e, no final de janeiro de 1913, 1.251 haviam sido fabricados.